# 울리 회네스
울리히 "울리" 회네스(Ulrich “Uli” Hoeneß, 1952년 1월 5일, 울름 ~)는 독일의 전 축구 선수로, 포지션은 공격수였다. 주로 FC 바이에른 뮌헨에서 활약하였으며, 이후에 그는 제너럴 디렉터와 회장직을 거쳤다.
회네스는 FIFA 월드컵에 한 차례, UEFA 유로에 두 차례 참가하였고, 두 대회를 각각 1번씩 우승하였다.

## 클럽 경력
회네스는 바덴뷔르템베르크주 울름 출신으로, 그는 TSG 울름 1846의 아마추어 팀에서 좌측 공격수로 활약하다가 나중에 FC 바이에른 뮌헨 감독이 된 우도 라텍에 의해 18세의 나이로 발굴되었다. 회네스는 그 이후 즉시 인상을 남겼는데, 바이에른 뮌헨의 첫 시즌에 31경기 출장하여 6골을 득점하였고, 뮌헨은 보루시아 묀헨글라트바흐의 뒤를 이어 준우승을 하였고, DFB-포칼 우승을 하였다.
그는 8년 반동안 바이에른 선수의 신분으로 보낸 뒤, 회네스는 이 기간에 8기의 트로피를 따내며 큰 성공을 거두었다. 이 8개의 트로피 중 3개는 유러피언 컵 3연패 타이틀이었다. 1973-74 시즌 후반, 뮌헨은 아틀레티코 마드리드와 재경기를 펼쳤을 때, 그는 효과적인 역공을 이용하며 가장 훌륭한 활약을 펼쳐 2골을 득점하였고, 뮌헨의 4-0 승리를 견인하였다. 그러나, 1974-75 시즌의 리즈 유나이티드 FC와의 유러피언 컵에서 무릎 부상을 당한 뒤, 회복에 실패하였다.
1978년 말, 회네스는 바이에른 뮌헨과 같은 주에 속한 1. FC 뉘른베르크로 임대되어, 기량 회복을 노렸다. 그러나 그의 노력은 물거품이 되었고, 불과 27세의 은퇴하기에는 젊은 나이에 축구화를 벗었다. 그는 분데스리가 경기에 250경기 출장하여 86골을 득점하였다.
회네스는 은퇴 직후, 바이에른 뮌헨의 제너럴 디렉터가 되었고, 이후 바이에른은 계속적인 성공을 거두며, 인터콘티넨털컵, UEFA 챔피언스리그, UEFA 컵 등을 우승하고, 15차례 분데스리가 우승과, 7차례 DFB-포칼 우승을 하였다. (그가 도착하기 전, 바이에른 뮌헨이 얻은 메이저 타이틀 개수는 7개에 불과했다.)
그가 보드진에 든 이후, 바이에른 뮌헨은 강력하게 발전하였다: 매출액은 거의 20배 이상 증가하였고 소시오 수는 10배 이상 증가하여 100,000명을 돌파하였고, 바이에른은 2번째로 소시오가 많은 클럽으로 기록되었다. 2000년에서 2005년까지, 바이에른 뮌헨은 최첨단 경기장인 알리안츠 아레나를 €340M에 준공하였으며, 이 경기장은 2006년 FIFA 월드컵의 경기장 중 하나로 사용되었다.

## 국가대표 경력
회네스는 서독 국가대표로 35경기에 출전하였다. 그는 1972년 3월 29일, 2-0으로 승리한 헝가리와의 친선전에서 데뷔하였고, 쐐기골을 득점하였다.
회네스는 UEFA 유로 1972와 1974년 FIFA 월드컵의 스쿼드에 포함된 6명의 뮌헨 선수들 중 한명이었다. 후자의 네덜란드와의 결승에서, 그는 요한 크라위프에 파울을 하여 페널티킥을 내줬지만, 서독은 그 후 2-1 역전승을 거두었다. 이후 유고슬라비아에서 개최된 UEFA 유로 1976에도 참여하였지만, 체코슬라비아와의 결승전 승부차기에서 크로스바를 맞추며 실축하였다.
그의 성공에도 불구하고, 회네스는 1972년까지 아마추어 선수로 활동하였고 그에 따라, 1972년 하계 올림픽 축구팀에도 참여하였다. 그곳에서, 그는 미래에 바이에른 뮌헨의 감독이 될 오트마어 히츠펠트를 비롯한 선수들과 뛰었다. 서독은 동독에게 2-3으로 패하며 준결승 진출에 실패하였으며, 회네스는 이 경기에서만 득점하였다. 또한, 이 경기는 분단된 두 독일간의 첫 역사적인 경기였다.

## 수상

### 클럽
FC 바이에른 뮌헨
- 분데스리가: 1971–72, 1972–73, 1973–74
- DFB-포칼: 1970–71
- 유러피언 컵: 1973–74, 1974–75, 1975–76
- 인터콘티넨털컵: 1976

### 국가대표팀
- FIFA 월드컵: 1974
- UEFA 유로: 1972

## 사생활
- 울리 회네스는 정육점 주인 아들로, 회네스 또한 뉘른베르크에 있는 소시지 공장을 공동 소유하고 있다.
- 그의 남동생 디터 또한 성공적인 분데스리가의 축구 선수였다. 그도 형처럼 공격수였으며, 1986년 FIFA 월드컵에 참가하였고, 서독은 준우승을 거두었다.[4]
- 1982년, 회네스는 경비행기 추락사고의 유일한 생존자였다. 그는 비행기 뒷쪽에서 잠을 자다가, 경상만 입고 살아남았다. 비행기 사고 1시간 후, 숲 관리자는 충격에 빠져 돌아다니는 회네스를 발견하였다. 숲 관리자는, 그를 그 자리에서 알아보았고, 회네스는 "춥다" 라고밖에 말하지 못하였다고 말하였다. 회네스는 이 사고에 대한 기억이 없다. 이 사건을 "기적적인" 생존 사건으로, 이 사건 이후 그는 더욱 열정적인 인물이 되었고, 게르트 뮐러를 비롯한 곤경에 빠진 다른 바이에른 선수들을 도왔다.[5]